# 石匠山
石匠山（希伯來語：‎, Har Hotzvim）是耶路撒冷主要的高新技术产业园区，位于该市西北，包括英特尔、梯瓦、NDS集团、美敦力 、强生公司等大企业，以及约100个小型和中型的高科技公司，以及一个技术孵化器。2011年，石匠山为10000人提供就业机会。
| - 石匠山园区入口 - 梯瓦工厂 - NDS大楼 |